# Počítačová gramotnost
Počítačová gramotnost (vzdělanost) je soubor znalostí, schopností a dovedností zaměřených na ovládání a využívání počítače v životě. Počítačově vzdělaný člověk umí ovládat osobní počítač s běžným programovým vybavením včetně jeho periferií a využívat počítačové sítě (především Internet). Přesné definování pojmu počítačová gramotnost (vzdělanost) například vymezuje strukturovaný sylabus ECDL (European Computer Driving Licence), který je doplněn o mezinárodně uznávanou, nezávislou, objektivní a standardizovanou metodu pro ověření počítačové gramotnosti pomocí praktických testů. Jedná se o mezinárodně úspěšný koncept, jehož garanty kvality jsou mezinárodní profesní společenství Council of European Professional Informatics Societies (CEPIS) sdružující odborníky v oblasti počítačových věd a nezisková organizace ECDL Foundation (ECDL-F).

## Způsobilosti počítačově gramotného člověka
Počítačovou gramotností se z obecného hlediska myslí způsobilost k ovládání a využívání osobního počítače. Počítačově gramotný jedinec umí využívat technologie pro jeho profesní i osobní život takovým způsobem, že se necítí počítačově handicapovaný, není za digitální přehradou a jeho osobní i profesní rozvoj prostřednictvím počítače je otázkou jeho volby. 

Podle Šindeláře lze za počítačově gramotného jedince považovat toho, kdo je schopen vyhledat a zpracovat informace za použití obvyklého počítačového vybavení a je dále schopen orientovat se v různých oblastech práce s počítačem a efektivně ho používat. 

Všechny tyto činnosti umí zvládat alespoň na základní úrovni.
Počítačově gramotný člověk by měl mít osvojeny následující schopnosti a dovednosti jako:
- umět, rozumět a vysvětlit základní pojmy z oblasti informačních technologií,
- používat osobní počítač a pracovat se soubory dat (zapnout, restartovat a vypnout počítač, pracovat s ikonami na obrazovce počítače, vyhledat požadovaný program počítače, vymazat nepotřebná data, vytvářet kopie, tisknout požadované údaje apod.),
- pracovat s textovým procesorem,
- tvořit a pracovat s tabulkami, grafy, číselnými údaji,
- vytvářet a pracovat s databázemi,
- vytvářet pomocí počítače prezentace,
- získávat informace a komunikovat prostřednictvím počítače (pracovat s internetem, vytvářet webové stránky, ovládat elektronickou poštu).

## Měření počítačové gramotnosti
Počítačovou gramotnost lze zjišťovat mnoha způsoby:
- analýzou reálných aktivit provozovaných jedincem prostřednictvím počítače,
- zkoušením, kdy jedinec prokazuje dovednosti přímo u počítače,
- pomocí baterie, v níž se respondent vyjadřuje k jednotlivým položkám mapujícím dílčí kompetence,
- metodikou, kdy jedinec provádí vlastní sebehodnocení a deklaruje svou počítačovou gramotnost (vzdělanost). [5]

## Počítačová gramotnost versus informační gramotnost
Pojem počítačová gramotnost bývá často zaměňován s pojmem informační gramotnost. Jedná se však o dva různé pojmy, které se nesmí zaměňovat. Informační gramotnost je širším pojmem než počítačová gramotnost. Počítačová gramotnost se zaměřuje pouze na obecné schopnosti a dovednosti práce s počítači. Informační gramotnost vychází z gramotnosti funkční. Ta zahrnuje literární gramotnost, dokumentovou gramotnost, gramotnost numerickou a také schopnost domluvit se v cizím jazyce, tedy gramotnost jazykovou. 